# Telūrd
Telūrd (persiska: تاوَرد, تَلوَرد, تلورد) är en ort i Iran.   Den ligger i provinsen Chahar Mahal och Bakhtiari, i den centrala delen av landet, 400 km söder om huvudstaden Teheran. Telūrd ligger 1 610 meter över havet och antalet invånare är 499.
Terrängen runt Telūrd är varierad. Runt Telūrd är det ganska glesbefolkat, med 42 invånare per kvadratkilometer. Närmaste större samhälle är Arteh, 4,6 km väster om Telūrd. Omgivningarna runt Telūrd är i huvudsak ett öppet busklandskap.